# Dharani
Um dharani (sânscrito: धारणी; tradicional chinesa: 陀罗尼; japonês:陀罗尼darani) também escrito como darani, é um tipo de discurso ritual semelhante a uma mantra. Os termos dharani e satheesh pode ser visto como sinónimos, embora sejam normalmente utilizados em contextos distintos.
O filósofo budista japonês Kukai estabeleceu uma distinção entre dharani e mantra e é usado como base de sua teoria da linguagem. Mantra é restrita a prática budista esotérica, mais profunda, enquanto dharani é encontrado em ritual tanto esotérico como no exotérico (práticas mais cotidianas). Dharanis, por exemplo, são encontrados no Pali Canon.
A palavra dharani deriva de uma raiz sânscrita "dhr" que significa "segurar ou manter". Ryuichi Abe e Jan Nattier sugerem que ela é geralmente entendida como um dispositivo mnemônico que encapsula o significado de uma seção ou capítulo de um sutra. Dharanis também são considerados, para quem  canta-los, como uma proteção de influências malignas e calamidades.
A distinção entre dharani e mantra é difícil de fazer. Pode-se dizer que todos os mantras são dharanis mas todos os dharanis não são necessariamente mantras, estas são geralmente mais curtas. Ambos tendem a conter uma série de fragmentos fônicos ininteligíveis, como Om (ou Hum ), que é, talvez, por que algumas pessoas os consideram essencialmente sem sentido. Kukai classifica mantras como uma classe especial de dharanis e argumentou que cada sílaba de uma dharani era uma manifestação da verdadeira natureza da realidade - em termos budistas, e que todo o som é uma manifestação de shunyata ou vacuidade da natureza própria. Assim, ao invés de ser desprovida de significado, Kukai sugere que dharanis são, de facto, cheio de significado - cada sílaba é um simbólo em vários níveis.
De acordo com o autor americano Bill Porter (Red Pine), mantra e dharani eram originalmente intercambiáveis, mas em algum momento darani passou a ser usado para significativas e frases inteligíveis, e mantra para silábas que não são para ser entendidas.   Jan Nattier escreve que, enquanto mantra originam-se do antigo hindu, os dharani não antecedem o budismo.